# Epicauta evanescens
Epicauta evanescens är en skalbaggsart som beskrevs av Champion 1892. Epicauta evanescens ingår i släktet Epicauta och familjen oljebaggar. Inga underarter finns listade i Catalogue of Life.